# توم إل. همفريز
توم إل. همفريز (بالإنجليزية: Tom L. Humphries)‏ هو أكاديمي أمريكي، ولد في 1946.

## وصلات خارجية
- توم إل. همفريز على موقع الموسوعة البريطانية (الإنجليزية)